# Bibliothèque de Queens
La Bibliothèque de Queens (Queens Library) est un ensemble de bibliothèques publiques de l'arrondissement de Queens, à New York. La bibliothèque centrale est située dans le quartier de Jamaica et elle a 63 annexes.

## Bibliothèques
- Bibliothèque centrale
- Arverne
- Astoria
- Auburndale
- Baisley Park
- Bay Terrace
- Bayside
- Bellerose
- Briarwood
- Broad Channel
- Broadway
- Cambria Heights
- Corona
- Court Square
- Douglaston/Little Neck
- East Elmhurst
- East Flushing
- Elmhurst
- Far Rockaway
- Flushing
- Forest Hills
- Fresh Meadows
- Glen Oaks
- Glendale
- Hillcrest
- Hollis
- Howard Beach
- Jackson Heights
- Kew Gardens Hills
- Langston Hughes
- Laurelton
- Lefferts
- Lefrak City
- Long Island City
- Maspeth
- McGoldrick
- Middle Village
- Mitchell-Linden
- North Forest Park
- North Hills
- Ozone Park
- Peninsula
- Pomonok
- Poppenhusen
- Queens Village
- Queensboro Hill
- Rego Park
- Richmond Hill
- Ridgewood
- Rochdale Village
- Rosedale
- Seaside
- South Hollis
- South Jamaica
- South Ozone Park
- St. Albans
- Steinway
- Sunnyside
- Whitestone
- Windsor Park
- Woodhaven
- Woodside

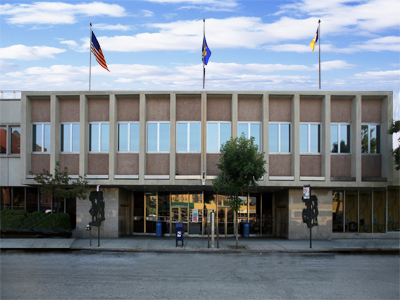
Bibliothèque centrale.
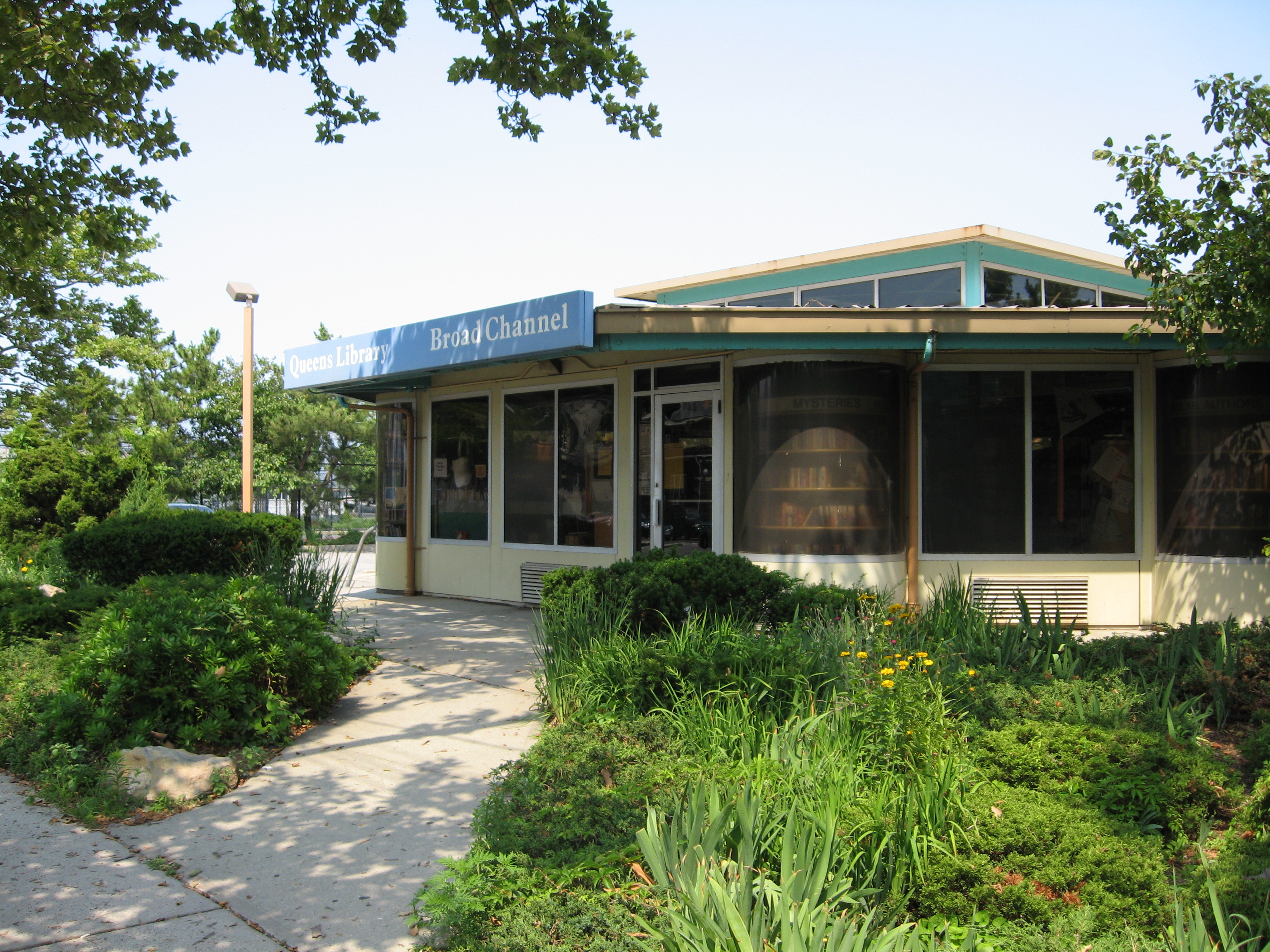
Broad Channel Library.
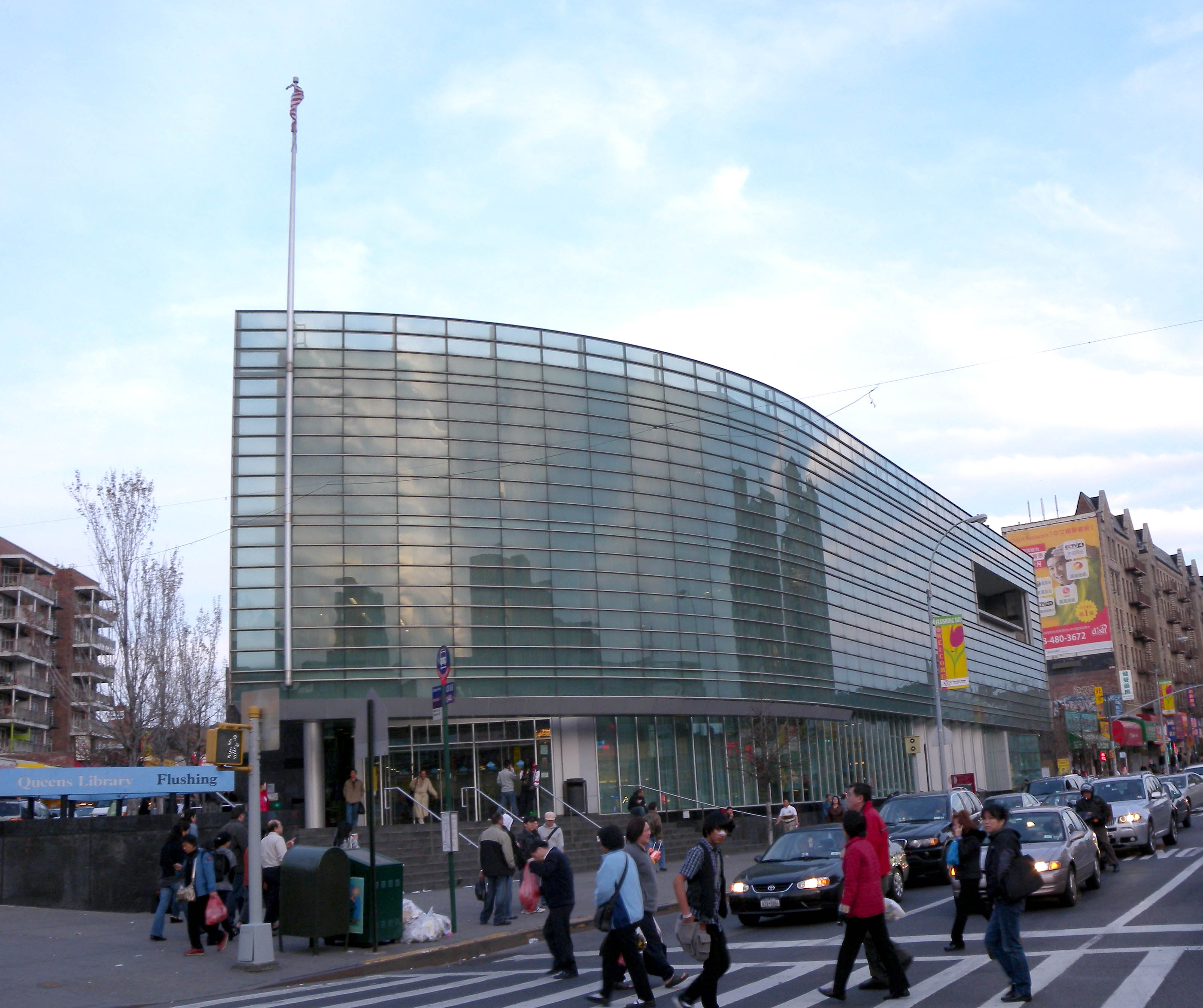
Flushing Library.
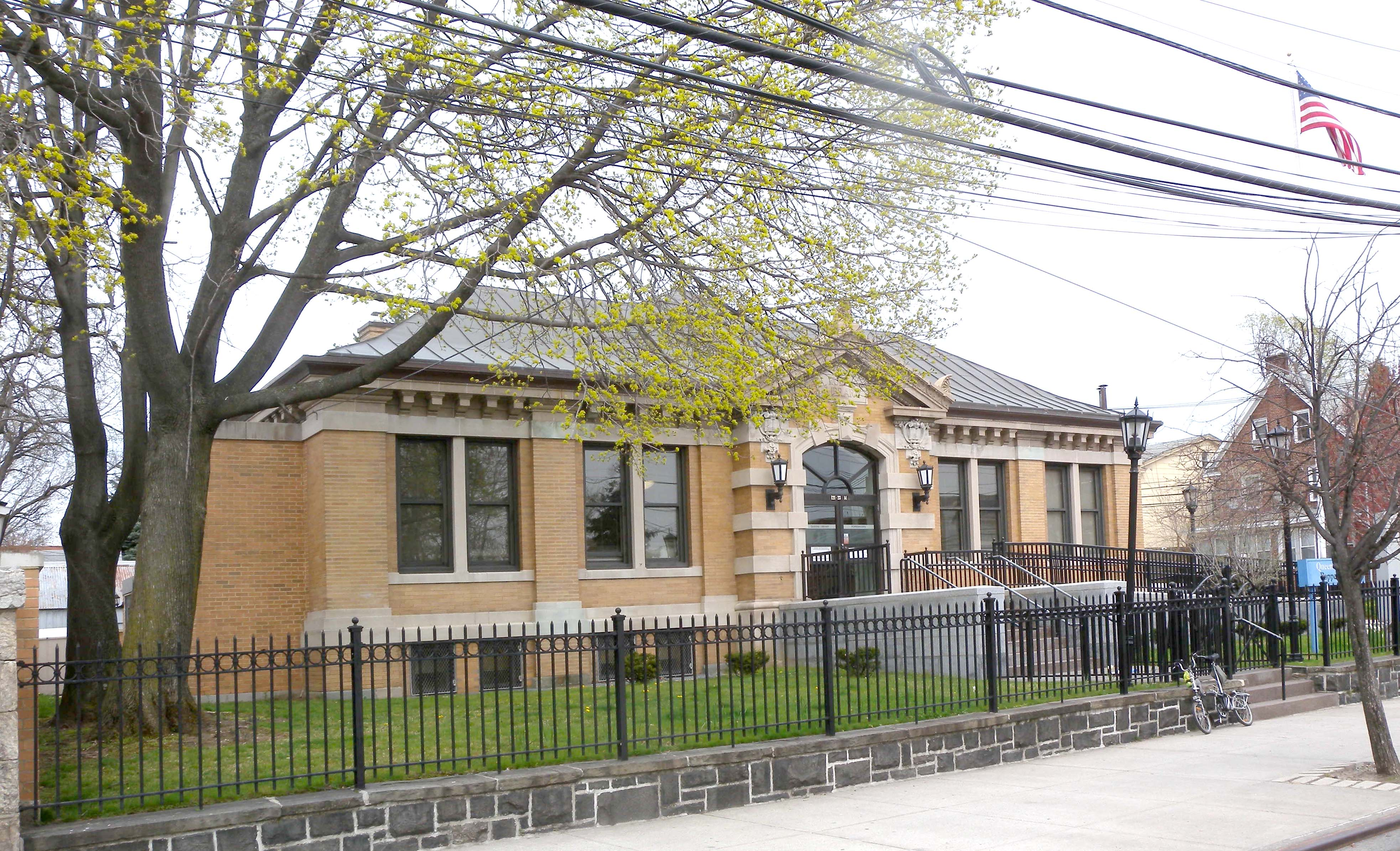
Poppenhusen Library.